# Halle de Combret
La halle de Combret est située la commune de Combret, dans le département de l'Aveyron en France.

## Historique
Datant du Moyen Âge, le bâtiment a servi de salle de justice et de halle aux grains. En 1911, les travaux de restauration ont supprimé l'anneau de fer qui servait à attacher les prisonniers et les mesures de grain.
L'édifice est classé au titre des monuments historiques en 2004.

## Galerie

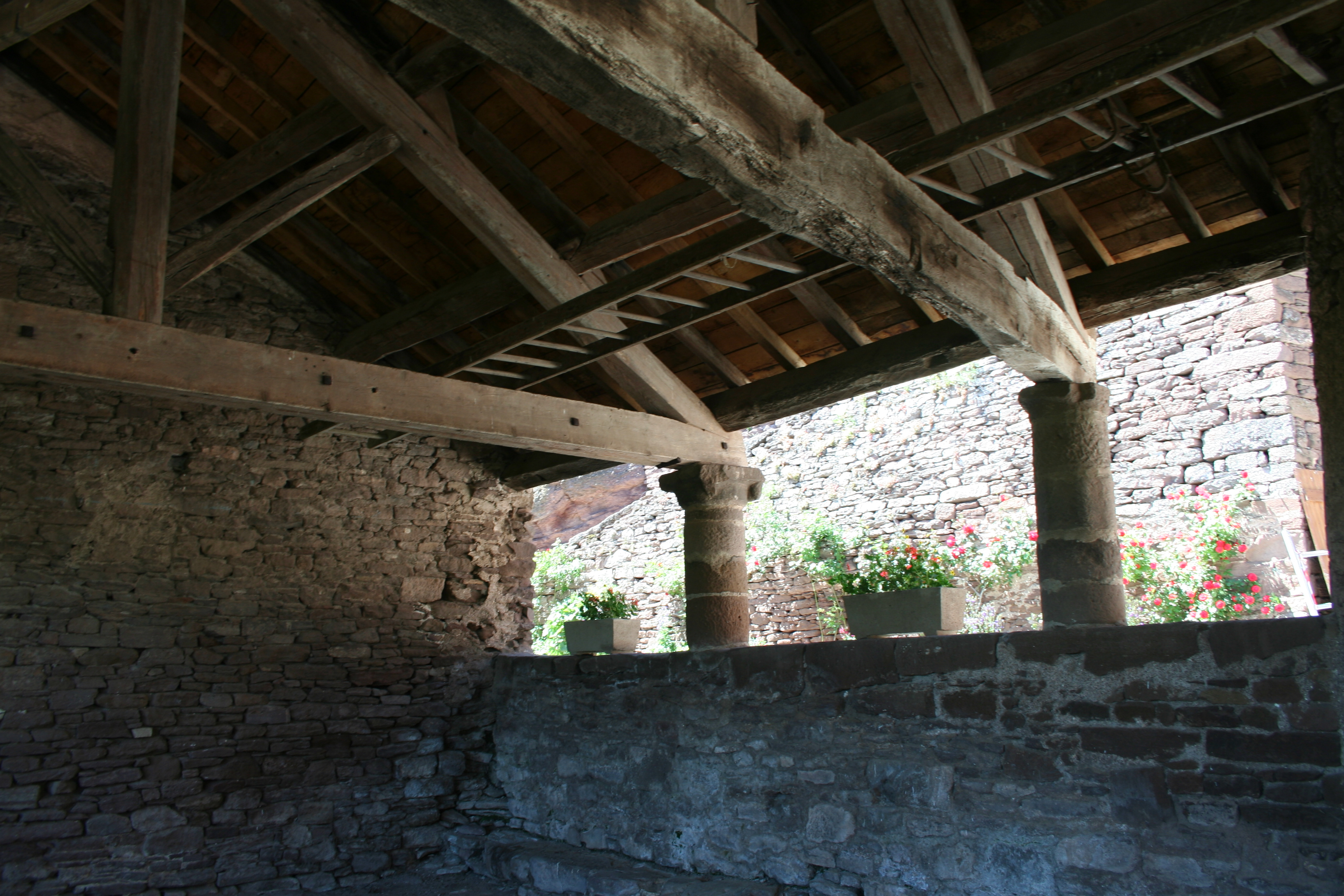
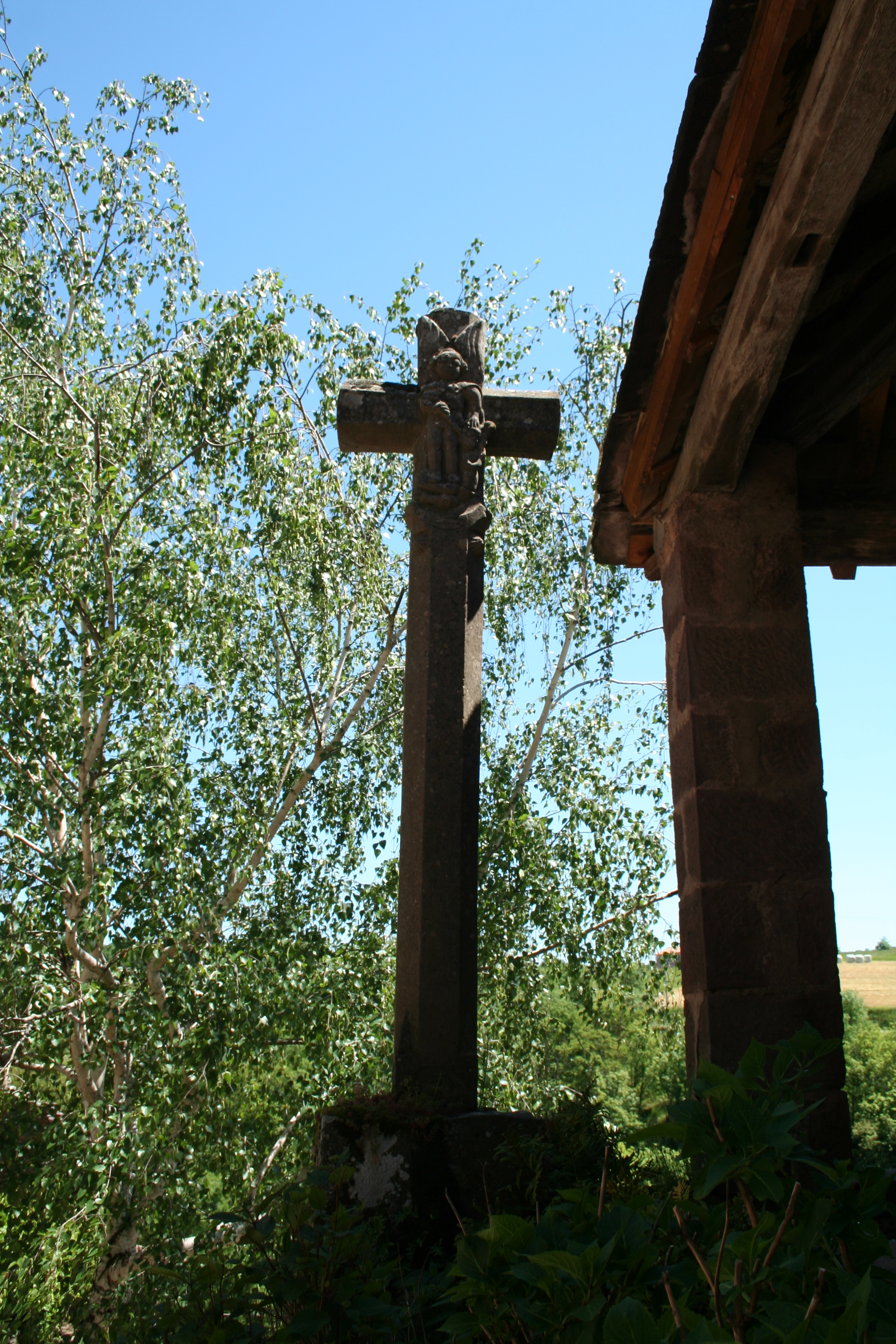